# スタンプラリー
スタンプラリー（Stamp Rally：和製英語）とは、鉄道駅、道の駅、市街地、観光地、博物館や動物園やショッピングモールなどの敷地内などで、ある一定のテーマの中でスタンプを集める企画のことである。集めたスタンプの数に応じて、プレゼントなどの特典が与えられる企画もある。
広域に多数の店舗を持つチェーン店や鉄道会社、旅行会社などが企画する他、地方都市の観光協会などが企画することも多い。また、特に企画がされておらず特典もない（特典があってもそれを目的としない）場合や、ラリー参加ではなく行く先々で見つけ次第種類を問わず自前のノートに捺印するなど、個人的な趣味で行っている人も少なくない。
全国あるいは特定地域の、または巡礼霊場など特定テーマの寺社を巡って朱印をもらってまわる信仰行為などがルーツである。

## 主なスタンプラリー
JR・大手私鉄・地下鉄事業者、バス事業者では、春休み・夏休み・冬休み期間中にスタンプラリーを実施することがある。様々な内容のスタンプラリーが開催されており、アニメや特撮、テレビゲームなどを起用したものもある。道の駅のように、年間を通して行っているものもある。

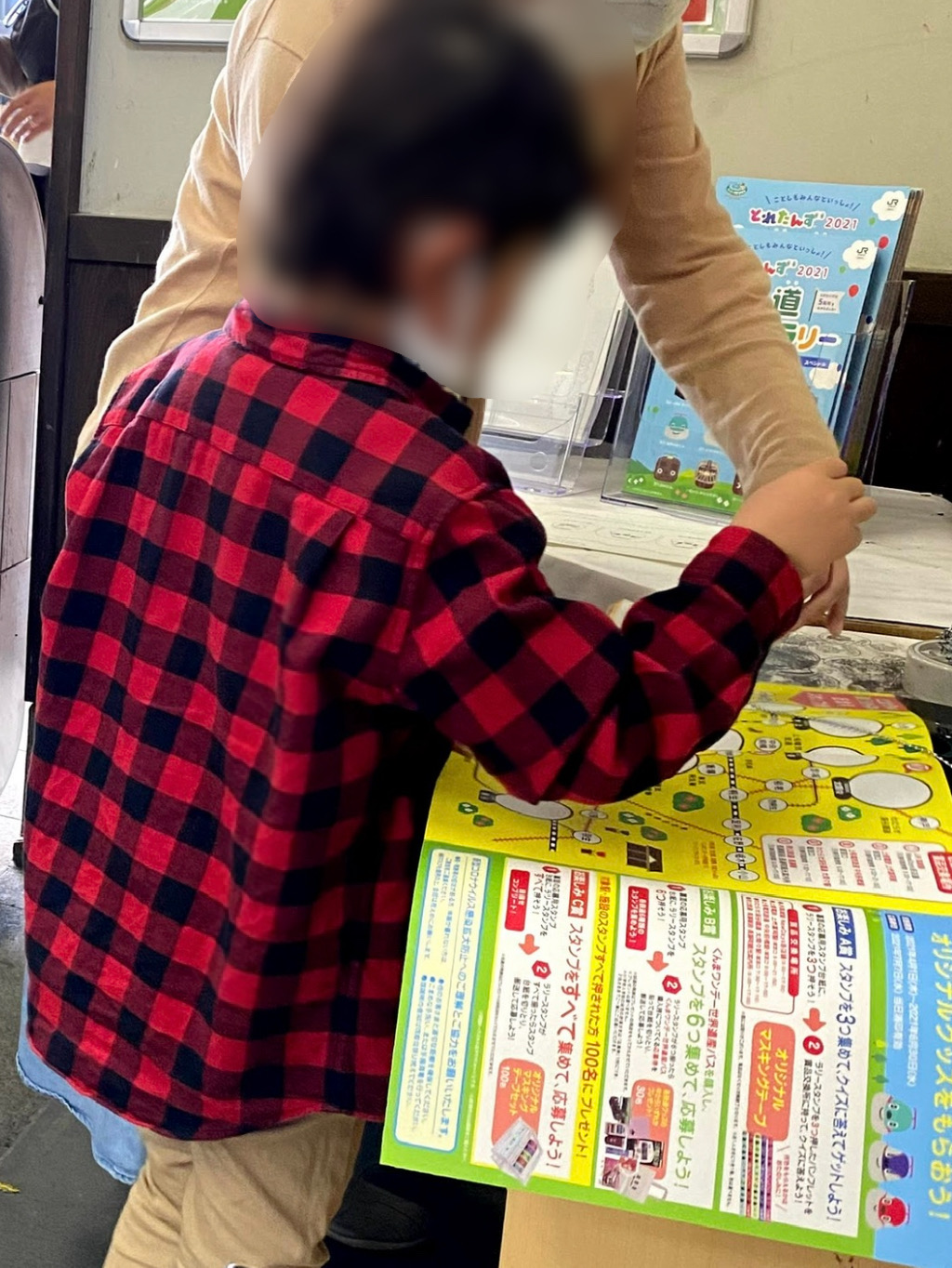
スタンプラリーの様子（2021年、JR横川駅）

### ポケモンスタンプラリー

#### JR東日本ポケモンスタンプラリー
東日本旅客鉄道（JR東日本）では毎年小中学生の夏休みの期間にあわせ、首都圏の主要駅にアニメ『ポケットモンスター』の登場キャラクターのスタンプを設置するという企画を1997年から毎年行われている（2001年・2002年・2016年・2020年・2021年・2022年を除く）。
1997年は東京都区内の30駅、1998年からは山手線内の10数駅に設置されていた。2003年から「ホリデー・パス（休日おでかけパスの前身）」の範囲まで広がって83駅に。その後徐々に増えて2005年の開催では97駅に100種類が設置され、人気キャラクターのスタンプが設置された駅では連日長蛇の列ができていた。以降2006年は98駅に、2007年から2010年までは95駅に設置された。2004年からは全スタンプの内2つをJR東日本グループである東京モノレールの駅に設置された。なお、2011年は東日本大震災の影響により「ポケモン言えるかな?BWスタンプラリー」と題し、山手線内の2つのコースの12駅から1つ選択し6駅のスタンプを集めるシンプルな方式に縮小され、2012年は「都区内パス」の範囲までの12駅に範囲を戻した。2013年から再び範囲が広がり「休日おでかけパス」の範囲までとなった事により、東京モノレールの駅への設置（全スタンプの内1つ）も再開され、2013年は24駅、2014年は30駅、2015年は38駅となり、2017年は50駅（2018年まで東京モノレールの駅への設置は取り止めとなった）、2018年は55駅に増やされた。だが、2019年は43駅に削減されたものの、東京モノレールの駅への設置（全スタンプの内1つ）が再開された。2023年は横浜で「ポケモンワールドチャンピオンシップス2023」が開催される事を記念して 「JR東日本 ポケモンワールドチャンピオンシップス2023スタンプラリー」と題し、「休日おでかけパス・のんびりホリデーSuicaパス」の範囲内の10駅（その内の3駅でも可）を巡る「首都圏エリアコース」と、東北・上越・北陸の各新幹線停車駅の内指定の5駅から1駅のみのスタンプを押す「新幹線コース」の2コースが用意された。2024年は従来の形に戻って「休日おでかけパス・のんびりホリデーSuicaパス」の範囲内の36駅（全スタンプの内1つは東京モノレールの駅に設置）と前年同様に「新幹線コース」も実施して山形・秋田新幹線も加えた各新幹線停車駅の内指定の6駅とした。
参加方式は、1997年から2000年まで事前申込制で、1997年はラリー用のフリー乗車券を「みどりの窓口」・「びゅうプラザ」等で支払い、指定した参加日にスタート駅でスタンプ帳となるラリーブックを受け取って参加していた。1998年から余りの人気ぶりに対処するため、開催日を土日開催に固定し、参加人数も制限された。また、参加日とスタート駅を指定した上で参加料金を支払った後、参加日当日に指定したスタート駅でラリーブックとラリー用のフリー乗車券を一括で受け取る形に変更された。2003年以降は自由参加制としており、各駅までの乗車券・フリー乗車券・Suicaが必要。全スタンプ設置駅の構内図を掲載しラリー目的に特化し、事実上公式ガイドブックの役割をもった「夏休み時刻表 ポケモン・スタンプラリー特別号」（交通新聞社）も2006年から2010年まで発売され、「ポケモン時刻表」の通称で呼ばれた。2018年までは、スタンプ台紙となる専用パンフレットを設置エリア内の各駅で配布していたが、2019年はスタンプ設置駅で全ての駅のスタンプを集められるスタンプ帳が配布される事になった。2024年は新幹線コースを含めた42駅を押印出来るノベルティ付きスタンプ帳を指定のNewDaysで販売した。
2005年は偶数日と奇数日の交互で、2015年は期間を前期と後期で区切り一部の駅のスタンプの種類（ポケモン）が変わることがあった（例：2005年偶数日はゴンベ、奇数日はカビゴン。2015年前期はハリマロン、後期はブリガロン）。2009年・2015年・2023年・2024年は一部の駅で、一つのスタンプに2種類のポケモンが描かれたスタンプとした。
1998年・1999年は、登場人物のスタンプが設置され、2019年は20年ぶりに設置された。
2006年〜2010年・2012年〜2015年は一部の駅で、スタンプを押すまでどのポケモンなのか全くわからないシークレットとなっている。なお、2015年はスタンプを設置した駅もシークレットとなっていた。
初年度の1997年は東京都区内の30駅のスタンプを2日以内で全て集める形式だったが、翌年からはスタンプ設置駅を1日で全て集める形式となった。2003年以降は何駅にも設置されている中から好きな駅のポケモンのスタンプを数種類（6種類）集める形式になっている。2010年までは、スタンプラリー終了時の景品の引き換えは東京駅、新宿駅、池袋駅、品川駅、上野駅、松戸駅で行う。2004年〜2010年・2015年・2017年〜2018年・2024年はその際に残りの駅のスタンプを集められるスタンプ帳が配布される（2024年は達成の記念品も同時に配布）。2010年までは、すべての駅のスタンプをスタンプ帳と先に集めたパンフレットと合わせて期日までに事務局に送ると、認定証と記念品が贈られた。2013年は記念品とゴール達成証が配布され、その後残りの駅のスタンプを集めると6駅毎に別デザインのゴール達成証が配布された。2015年はその後残りの駅のスタンプを集めると達成証が配布された。2017年はその後残りの駅のスタンプを集めると、エリア達成毎の記念品が配布され、全駅達成すると達成証を兼ねる記念品が配布された。2018年・2019年はその後残りの駅のスタンプを集めると達成証を兼ねる記念品が配布された。2024年はその後残りの駅のスタンプを集めるとコース達成ごとの記念品が配布され、全駅達成すると達成証が配布された。
2011年〜2015年は、終了時の景品の引き換えは新宿駅、上野駅のみとした。2017年はエリア内の指定された12駅のエキナカ店舗で6駅達成のみ行い、エリア・全駅達成時の景品の引き換えは上野駅（6駅達成も行う）のみとした。2018年・2019年は、エリア内の指定された駅（2018年は11駅、2019年は9駅）のNewDays（店舗が複数ある駅の場合は指定された店舗のみ）で6駅達成のみ行い、全駅達成時の景品の引き換えは東京駅・池袋駅（6駅達成も行う）のみとした。2023年は横浜駅で全コースの景品引き換えを行なった。2024年は、STAGE1（36駅からランダムで6駅）達成の景品の引き換えは、エリア内の指定された駅（8駅）とウォーターズ竹芝のNewDays（店舗が複数ある駅の場合は指定された店舗のみ。ただしノベルティ付きスタンプ帳の場合は東京駅で引き換え）とし、STAGE2（36駅から指定の12駅）・STAGE3（全駅）・EXTRA STAGE（新幹線コース）達成の景品の引き換えは東京駅のみとした。
スタンプラリーの実施期間にあわせて山手線では車体にポケモンのキャラクターのステッカーを張り、車内の広告や液晶広告画面をポケモン関連に統一した「ポケモントレイン」を2000年・2002年・2005年〜2010年・2024年に運転している。2011年〜2014年は、ポケモンとのタイアップ商品を販売する「ガリガリ君」（赤城乳業）のラッピング列車が事実上これを代行した。2004年は中央・総武線（各駅停車）、2006年〜2016年・2019年は東京モノレールでも運転。2024年は山手線の他に中央線（快速）、京浜東北・根岸線でも運転され、新幹線でも山形新幹線で運転した。
なお、仙台周辺でも1998年・2012年（春・夏の2回）〜2014年に開催されている。

#### その他の事業者によるポケモンスタンプラリー
鉄道
- 西日本旅客鉄道（JR西日本） - 1998年〜2000年・2007年〜2016年

2007年はアーバンネットワークエリアと広島・山口エリアにて実施
現在はICOCAの提示が必要
- 名古屋鉄道[注釈 10] - 2001年・2007年〜2018年

2007年は春・6月・夏の3回、2008年〜2014年は春・夏の2回実施
- 西日本鉄道 - 2001年
- 大阪市高速電気軌道（Osaka Metro）[注釈 11] - 2003年・2006年・2018年

2003年・2006年は前身（民営化前）の大阪市営地下鉄として企画
- 阪急電鉄 - 2004年
- 神戸市営地下鉄 - 2006年
- 北海道旅客鉄道（JR北海道） - 2008年〜2010年
- 福岡市営地下鉄 - 2008年
- 九州旅客鉄道（JR九州） - 2009年〜2015年
- 札幌市営地下鉄 - 2013年〜2019年
- 仙台市地下鉄[注釈 12] - 2019年
- 阿武隈急行 - 2022年

コンビニ
- セブン-イレブン - 2005年〜2014年

高速道路
- 中日本エクシス - 2008年・2009年

NEXCO中日本のサービスエリアとパーキングエリアにて実施

### ツアー形式のもの
JR西日本では通常のスタンプラリーの他に旅行商品とセットになった形式のものも開催しており、その場合はスタンプは特定の路線の各駅ではなく特定の観光地のあらゆる場所になる。現在は『名探偵コナン』が起用されており、過去には『NARUTO -ナルト-』や『金田一少年の事件簿』、『探偵学園Q』が起用されたこともある。旅行商品はJR西日本グループの旅行会社である日本旅行の他、JTB、近畿日本ツーリスト、JR四国「ワープ」で発売される。

### 西武鉄道スタンプラリー
西武鉄道は沿線にアニメ制作会社が点在しており、これまで多くのアニメ・特撮作品のスタンプラリーを実施している。特に2014年は人気が急上昇となった『妖怪ウォッチ』を起用したため、賞品のカードが品薄になったり、人気キャラクターのスタンプが設置された駅に行列ができるなど、同社のスタンプラリーとして最大級のヒットなった。

#### 歴代タイアップ作品
- 2008年 - ハローキティ
- 2009年 - フレッシュプリキュア!
- 2010年 - ハートキャッチプリキュア!
- 2011年 - 海賊戦隊ゴーカイジャー&スイートプリキュア♪
- 2012年
  - ポコポッテイト（春休み〜ゴールデンウィーク）
  - スマイルプリキュア!（夏休み）
- 2013年 - 風立ちぬ
- 2014年 - 妖怪ウォッチ
- 2015年
  - もやしもん&純潔のマリア（冬期）
  - ドラゴンボールZ 復活の「F」（ゴールデンウィーク）
  - 映画 ひつじのショーン 〜バック・トゥ・ザ・ホーム〜（夏休み前）
  - 妖怪ウォッチ（夏休み）
- 2016年
  - かみさまみならい ヒミツのここたま（ゴールデンウィーク）
  - 劇場版アイカツスターズ!（夏休み）
- 2017年
  - 映画 かみさまみならい ヒミツのここたま（ゴールデンウィーク）
  - スナックワールド（夏休み）
  - ラブライブ!サンシャイン!!（秋期）
- 2018年
  - ラブライブ!サンシャイン!!（初夏）
  - ぐでたま（夏休み）
  - アイドルマスター シンデレラガールズ（11月）
- 2019年
  - コウペンちゃん
  - ライオン・キング
  - ラブライブ!スクールアイドルフェスティバル ～after school ACTIVITY～ Next Stage（ゲーム内でも実施）
- 2020年
  - ヒプノシスマイク（秋期）
  - 映画ドラえもん のび太の新恐竜（秋期）
  - STAND BY ME ドラえもん 2
- 2022年
  - 映画ドラえもん のび太の宇宙小戦争 2021
  - ラブライブ!スーパースター!!
  - すとぷり
  - 映画 デリシャスパーティ♡プリキュア 夢みる♡お子さまランチ!
- 2023年
  - 映画ドラえもん のび太と空の理想郷
  - 幻日のヨハネ -SUNSHINE in the MIRROR-

### 相鉄全線全駅スタンプラリー
相模鉄道のスタンプラリーは、相鉄本線といずみ野線合計25駅にスタンプが設置されている。全25駅は絵柄が違っており、ほかのスタンプラリーと比べて数が多い。近年は設置駅を縮小した上での開催が多い。

#### 歴代図柄
- 2008年・2010年 - 相鉄線を走った歴代の車両
- 2009年 - よこはま動物園ズーラシアにいる動物とたねまる
- 2011年・2012年 - 相鉄線と東北のローカル線
- 2013年 - 相鉄沿線のご当地キャラクター
- 2014年 - ウルトラヒーロー
- 2015年 - そうにゃんと相鉄線の車両
- 2016年 - そうにゃんと相鉄線の車両（設置駅を縮小）
- 2017年 - そうにゃんと相鉄線の歴代車両（設置駅を縮小）

### 道の駅スタンプラリー
日本全国の道の駅では、地域（国土交通省の地方整備局の管轄区域）ごとにスタンプラリーを行っている。

## スタンプラリー類似の趣味
スタンプラリーとして企画されたものではないが、広域に展開する金融機関、チェーン店、役所などのサービスを利用し、利用証明を集めて記念とするものを挙げる。

### 旅行貯金
各地の郵便局等で預入や払戻等を行い、郵便局の印をもらい記念とするものである。

### 金融機関

#### りそなめぐり
りそなめぐりとは旅行に関する趣味の1つで、旧・あさひ銀行（りそな銀行、埼玉りそな銀行）を訪問・預金（入金）し「くらしの通帳」へ当該銀行本店・支店の本店・支店名印字をしてもらうものである。
略称：りそめぐ。銀行の旧称を使って「あさひ巡り」と呼ばれることも多い。
旧・あさひ銀行の店舗では現金自動預け払い機で入金すると通帳に本支店名が漢字で印字される（ただし、口座店のATM利用時は、店名が記載されず空欄となる）ので、それを収集する人もいる。
かつては店舗外ATMの出張所名まで正確に表示されていたのでそこまで行くマニアも存在したが、現在は管轄する母店が表示される。また、「りそなパーソナルステーション」内のATMも支店コードが母店と同一の場合は母店の表示となる。なお、BankTime利用時は、支店名の代わりに、利用拠点の固有コードに当たる7桁の数字が付加された、「RBT-XXXXXXX」となる。
旧・大和店でも旧・あさひ銀行側ベースのシステムに移行したので、現在では旧・あさひ支店同様に可能である。なお旧・大和銀行でも支店名は印字され、一部では後述するみちのく銀行同様カタカナ表示となっていた。
2008年に近畿大阪銀行のシステムがりそな銀行と共通のシステムに統合されたため、「近畿大阪めぐり」ができるようになった。
また、2019年に近畿大阪銀行が関西アーバン銀行と合併することが決定しているが、この合併後も近畿大阪銀行のシステムが継続使用されるため、旧関西アーバン銀行店舗でも「関西みらいめぐり」が利用できるようになるようになった。
店舗外ATMの出張所名までは印字されず母店名で印字される。他行出し入れをした場合はその銀行名が印字されるか金融機関コード-支店コードの印字（後述）がなされる。
利用不可もしくは利用許可が必要な支店に衆議院支店・参議院支店・大阪営業部JR西日本出張所がある。
- 参議院支店は参議院議員会館にあり一般客窓口から来訪できるが、警備上の都合により利用不可の場合がある。
  - 国立国会図書館の中にも参議院支店管轄のATMがある。（一般の顧客でも利用可能）
- 衆議院支店は衆議院第一別館内にあり、受付の警備上の都合により正当・特別な理由でない限り利用が不可能である。西日本旅客鉄道（JR西日本）本社内にあるJR西日本出張所も同様。

#### 地方銀行での同等のもの
その他、みちのく銀行、大垣共立銀行など、地方銀行などでも同様のことができる場合がある。
みちのく銀行の場合は口座店でも表示される。特に、みちのく銀行の場合は「みちのくめぐり」・「みちめぐ」とも呼ばれている。地方銀行では、空中店舗に代表されるような、東京都内などの支店でATMが不設置の場合があるので、この場合は窓口でのみ印字される。
一方、香川銀行では2007年1月、あおぞら銀行では2016年5月、第四銀行では2017年1月、それぞれ勘定系システム更新の際に支店名印字が廃止された。このように、以前はできたが現在はできなくなったケースもある。

#### その他
各金融機関により異なるが、入出金した際にした入出金した支店の店番が印字されるケースがある。みずほ銀行もこれに該当するが、同行の場合、利用できない店舗として渋谷中央支店放送センター出張所（店番号165。NHK放送センターの制限区域内にあり、警備上の理由で利用不可）が挙げられる。三菱UFJ銀行や中国銀行のように、取引種別に関係なく記帳した店舗の店番が印字されるケースも稀にある。三井住友銀行の場合は、取引店以外のATMを利用した場合は通帳に店番が印字される。
金融機関により支店コードを印字する専用の欄があるケースと摘要欄や入金額・支払額の欄に記載されるケースがあるが、後者については勘定系リプレースの際に印字を廃止するケースも見られる。

### ミスタードーナツ巡り
ミスタードーナツ巡りも旅行に関する趣味の1つで、ミスタードーナツを訪問・商品300円以上を購入し店名付きミスドカード（旧・ラッキーカード）を貰い集めることである。
旅行貯金を趣味としている人が行う例が多い。
細かな点においては、愛好者によって考え方が異なる。
- ショップ名改称前後を別店とみなすか否か
- 店舗移転前後を別店とみなすか否か
- 店番号変更前後を別店とみなすか否か
- サテライトショップを認めるか否か

2006年11月26日に「ミスドカードキャンペーン」が終了しミスドカードの配布は終了した。同年12月1日に「ミスドクラブ」が全国スタートし、ポイントカード制に移行した。店番付きミスドクラブカード（ポイントカード）やレシート、クーポン付き広告などを貰い集めるようになった。
しかし、その「ミスドクラブ ポイントカード」も2013年9月30日にて終了（完全終了は有効期間1年後の翌年）。それ以降はキャンペーンによってはカード配布が復活の上で発行ショップ名が付くようになったため、再び過去のような形でこの巡りができるようになっている。

### ローソン巡り
コンビニエンスストアの大手チェーン店であるローソンを巡る人もいる。
ローソンは日本でいち早く全都道府県進出を果たしたコンビニエンスストアであるため旅行先で見かける機会が多く、旅行の食料品調達のついでに巡る。また元系列会社のOMCカードで精算した場合、月締め請求書に支店名が明記されるので訪問管理がしやすい。
巡るのが困難な店舗を下記に示す。
- 大学内の店舗 - 大学関係者以外の立ち入りが禁止されている区域に有る場合がある。
- 高速道路パーキングエリア内の店舗 - 高速道路外からの来訪が例外を除いて困難なため、高速道路利用で無いと利用できない場合が殆どである。ただ、今は高速道路外から利用できる場所が増えているため、昔に比べると困難度は減りつつある。
- 成田空港店 - 詳しくは成田国際空港#空港機能を参照されたい。
- 関空貨物ビル店 - 詳しくは関西国際空港を参照されたい。
- 企業施設内の店舗 - 企業関係者のみしか利用できない場合が多い。例えば舞浜bfsは東京ディズニーリゾートのバックステージにあるキャスト専用店で、一般客の訪問は不可能に近い。
- 自衛隊敷地内の店舗 - 普段は自衛隊関係者しか利用できない上に機密事項などの関係で、一般客の訪問は不可能に近い。伊丹総監部内の店舗のように一般への開放日は利用できるが、多くて年に数回程度なので遠方の人が狙っていくのは難しい。

### セブンイレブン巡り
ローソン巡り同様にセブンイレブンを巡る人もいる。
セブンイレブンは日本一店舗数が多く、2016年からはセブンイレブンアプリのリリースでお店巡りの記録ができる機能ができたため、訪問した店舗名が明記されるため訪問管理がしやすい。
ローソン同様に訪問が困難な店舗も多数存在する。
また、JCBカードで決済した場合、利用明細書に店舗名が明記されるため訪問管理がしやすい。

### カレーハウスCoCo壱番屋巡り
カレー料理の最大手チェーン店であるカレーハウスCoCo壱番屋を巡る人もいる。略称「ココイチ巡り」。
テーブル上にあるアンケートはがきに店名ゴム印と店番号が押印されており、狭義にはこれを集めて訪問の証とする。また新規開店時には種々の記念品が配られ、これを集めるために全国を駆け回る人もいる。以前は黄色いマグカップだったが、最近は靴下など多様化している。例えば、2005年11月24日にオープンしたJR武蔵浦和駅東口店では笛のついたストラップだった。

### 市町村役場巡り（住基ネット巡り）
スタンプラリーに類似した趣味。
住民基本台帳ネットワークに参加している地方公共団体（市区町村）同士では、お互いに住民票を取ることが可能である。
このシステムを利用し、趣味として全国の市区町村役場・支所出張所を訪問して自分の住民票を取得しコレクションする人がいる。住民票用紙は各自治体独自のもので（無地の場合もある）デザインの違いや市区町村印（公印）の書体の違いが良い記念になるといって、いろいろ集めて回る人もいる。
市町村合併で名称が変わる市町村の最終日や合併新市町村の初日、政令指定都市に移行する前の市長名での住民票発行の最終日などという特別な日付にこだわる人もいる。ただし初日については新市町村発足から数日間住基ネットが利用できない場合があるので手にするのは難しい。
極めて特殊な事例だが市区町村長が在職中の逮捕・急逝・辞職などで空席の場合、末尾の発行者たる首長名が二本線で抹消され「職務代理者」（一般には副市区町村長が代理する）と変えられることがある。
また、同時に広報紙を集めることがある。
特殊なデザインの住民票の例を以下に記す。手数料はいずれも2008年1月現在。
- 東京都多摩市はサンリオピューロランドのお膝元のため、キティちゃんのイラストが入った住民票を発行する。ただし申し込む際にその旨依頼しないと一般の用紙で発行される。手数料は一般柄の倍で400円。
- 鳥取県境港市では『ゲゲゲの鬼太郎』キャラクターの地紋が入った住民票を発行する。多摩市と違いイラストではなく透かしのため、これが一般柄である。手数料は300円である。
- 鳥取県東伯郡北栄町では『名探偵コナン』のキャラクターのイラストが入った用紙を使った住民票を一般柄として発行する。透かしでも用紙中央に大きく主人公・江戸川コナンが浮かび上がるようになっていて、役場を中心にアピールしている。手数料は300円。

### 出入国記録集め
旅券（パスポート）に押される出入国証印が集まるうち、いつしかスタンプ収集が目的となってしまう。隠れた愛好家が多い。種類を多く集めようとする者、同じスタンプが重なっても数を多く集めようとする者もいる。スタンプそのものは無料。
また、「成田、関空は利用済みだから今回は関門（下関）から…」というように日本から出国するときはできるだけ前回と違う場所から出国することにしている者もいる。ただ、自動出入国端末を利用する場合、スタンプは押されない。（詳しくは出入国管理を参照）

### 記念メダル集め
著名観光地には記念メダルの販売機と刻印機が設置されている所が多くある。これを買い、刻印機で氏名や訪問日を打刻して保存する者もいる。

### ゲームセンター巡り
全国のアミューズメント施設やゲームセンターを巡る人もいる。中でもKONAMIの音楽ゲーム『beatmania IIDX』は行脚王という、設置ゲームセンター店舗を渡り歩くとプレイした都道府県数や店舗数や、店舗内に複数筐体がある場合はプレイ筐体数が「行脚履歴」としてネット上に記録され、それに関連したイベントがある。イベントの進展によって隠し要素にも影響する。当ゲームには「行脚er」と呼ばれるゲームセンター巡りを趣味とするプレイヤーが多い。シリーズの稼働が終了すると（概ね1年）遠征履歴はリセットされるため、新作が稼動する度に全国のゲームセンターを巡る人もいる。

### ご当地カード収集
- ダムカード
- マンホールカード

## 俗称
多数の企業同士が契約を交わすときには、契約書を作成し各社の社印を押さなければならない。このとき、契約事務の担当者が社印を押してもらうために各社を回ることを俗にスタンプラリーと呼ぶ。ひどいものになると同じ社内の稟議書類に申請元担当係員課長部長、関係課長部長、調達部門の課長、経理部門の担当係員課長部長と巡回して印をもらうなどという長旅を伴うものもある。